# Goodbye Blue Sky
«Goodbye Blue Sky» (de l'anglès "Adéu Blau Cel") és una cançó del grup de rock anglès Pink Floyd, publicada al seu onzè àlbum, The Wall, el 1979. És la primera cançó de la cara B del primer disc de l'àlbum. Té una duració de 2 minuts i 45; segueix a "Mother" i és prèvia a "Empty Spaces". Va ser escrita per Roger Waters, però a l'àlbum és cantada per David Gilmour.

## Trama
En un breu pròleg, s'escolten uns ocells refilant tranquil·lament. El so d'uns bombarders apropant-se crida l'atenció d'un nen (la veu de l'aleshores molt jove fill de Roger Waters, Harry Waters), qui diu innocentment "Look mummy, there's an aeroplane up in the sky" ("Mira mami, hi ha un avió, allà dalt, al cel"). Es dedueix d'aquesta escena que els nens són innocents davant la guerra, però sempre s'emporten la pitjor part.

La lletra rememora el Blitz; diu així:
Did you see the Frightened ones? Did you hear the falling bombs? Did you ever wonder why we had to run for shelter when the promise of a brave new world unfurled beneath a clear blue sky? The flames are all long gone but the pain lingers on. Goodbye, blue sky.
Cosa que es tradueix com a:
Has vist als atemorits? Has sentit les bombes caure? Alguna vegada et vas preguntar per què vam haver de córrer per refugi quan la promesa d'un món feliç es desplegava sota un cel blau? Les flames s'han anat però el dolor continua. Adéu, cel blau
Igual que amb les altres cançons de The Wall, "Goodbye Blue Sky" explica una part de la història de Pink. Aquesta cançó explica la depressió de Pink com a resultat de veure's obligat a créixer en un món de postguerra amb només la seva mare sobreprotectora per cuidar-lo. També descriu la tristesa de Pink com a resultat d'haver tingut la infància que no hauria de tenir, d'haver-li estat robada fins i tot abans que naixés. Així, el "cel blau" és una metàfora de la infància, a la qual Pink ha de dir "adéu" per culpa de la guerra.

## Versió cinematogràfica
A la versió cinematogràfica, aquest segment està animat per Gerald Scarfe. Comença en acció en viu amb un gat tractant d'atrapar a un colom blanc, que després se'n va volant. Transita a l'animació amb el colom volant pacíficament només per ser sobtadament destrossada per una àguila nazi negra (Reichsadler). Aquesta es precipita sobre el camp, després acull la terra amb les seves urpes, estripant una secció enorme de terreny i en volar deixa un rastre de sang. Llisca sobre Anglaterra i dona a llum a un monstre en el deixant de la seva ombra, que després es transforma en una màquina que representa un senyor de la guerra imbatut que llença avions.
A continuació, es veu a gent nua amb màscares de gas (els atemorits) corrent a quatre potes i amagant-se del Blitz. Finalment, una bandera del Regne Unit que es fragmenta, convertint-se en una creu sagnant, l'àguila Nazi s'estavella i el colom apareix volant des de dins. La sang corre cap a una claveguera i un drenatge a el temps que sona "The flames are all long gone, but the pain lingers on" ("Les flames han desaparegut fa molt de temps, però el dolor persisteix encara").
A diferència de a l'àlbum, la cançó ve després de "When the Tigers Broke Free" (cançó de The Final Cut) i abans de "The Happiest Days of Our Lives".

## Personal
- David Gilmour: Veu principal i harmònica, guitarres acústiques, baix elèctric, sintetitzador Prophet-5
- Roger Waters: Sintetitzador EMS VCS 3
- Richard Wright: Sintetitzador Prophet-5
- Harry Waters: Veu de nen[6]